# Jeannine Richard
Pour les articles homonymes, voir Richard.
Jeannine Richard, née le 28 février 1952 à Montréal, est une femme politique québécoise. Elle a été députée péquiste à l'Assemblée nationale du Québec, représentant la circonscription de Îles-de-la-Madeleine de l'élection générale québécoise de 2012 à celle de 2014.

## Biographie

### Jeunesse et formation
Jeannine Richard a suivi des cours en travail social, option organisation communautaire, de 1976 à 1980 à l'Université du Québec à Montréal. Elle est titulaire d'une attestation d'études collégiales en bureautique du cégep de la Gaspésie et des Îles depuis 1996.
Elle a occupé plusieurs emplois avant de se lancer en politique. Elle a notamment été caissière, professeure, monitrice, et comptable dans plusieurs organisations.

### Carrière politique
De 2007 à 2008, elle est attachée politique du député des Îles-de-la-Madeleine, Maxime Arseneau. Elle se présente dans cette circonscription en 2008, mais n'est pas élue. Elle est élue députée du Parti québécois dans cette circonscription en 2012. Pendant son mandat, elle est adjointe parlementaire au ministre de l'Agriculture, des Pêcheries et de l'Alimentation (volet pêcheries), François Gendron, du 20 septembre 2012 au 5 mars 2014. Elle est défaite en 2014.